# Constance Spry
Constance Spry OBE (née Fletcher le 5 décembre 1886 et morte le 3 janvier 1960) est une éducatrice, fleuriste et auteur britannique. Son nom est donné à une rose fameuse, 'Constance Spry' (David Austin, 1961).

## Biographie
Constance Fletcher naît à Derby (Angleterre) en 1886, fille aînée et seule fille de George Fletcher, employé des chemins de fer, et de son épouse Henrietta Maria. Après avoir étudié l'hygiène, la physiologie et poursuivi des études d'infirmière en Irlande, elle donne des cours de premiers soins et d'arts ménagers pour la Women's National Health Association. Elle épouse James Heppell Marr en 1910  et déménage à Coolbawn, près de Castlecomer. En 1912, c'est la naissance de leur fils Anthony Heppel Marr.
Au début de la Première Guerre mondiale, Constance Marr est nommée secrétaire de la Croix rouge dublinoise. En 1916, elle quitte à la fois l'Irlande et son mari et s'installe à Barrow-in-Furness avec son petit garçon Anthony et travaille comme assistante sociale. En 1917, elle rejoint la fonction publique en tant que cadre des auxiliaires féminines du ministère de la production aérienne (Minister of Aircraft Production). En 1921, elle est nommée directrice (headmistress) de la Homerton & South Hackney Day Continuation School à Londres, où elle enseigne à des ouvrières adolescentes l'art de la cuisine et de la couture et plus tard l'art des bouquets. En 1926, elle épouse en secondes noces Henry Ernest Spry.
Constance Spry quitte l'enseignement en 1928, pour ouvrir sa première boutique, « Flower Decoration », en 1929. Elle se fait un nom en fournissant régulièrement la société de cinéma Granada Cinemas, et puis elle crée la sensation dans la société londonienne élégante en faisant des arrangements floraux d'un grand raffinement en forme de haies de fleurs dans les vitrines d'Atkinsons, fameuse parfumerie d'Old Bond Street. Constance Spry fait les greniers afin de trouver toute sorte d'objets inhabituels pour s'en servir comme vase, prenant son inspiration des peintres de fleurs flamands des XVIIe et XVIIIe siècles, tandis qu'elle met à la mode le chou ornemental, le saule et différentes herbes pour mettre en valeur ses fleurs. Constance Spry s'inspire aussi des tableaux de fleurs de son amie intime Hannah Gluckstein (dite « Gluck »). En 1934, Constance Spry ouvre une boutique plus grande à South Audley Street dans le quartier très chic de Mayfair. Elle dispose de plus de soixante-dix employés. Elle publie cette année-là son premier livre, Flower Decoration (La Décoration florale), et fonde la Constance Spry Flower School dans ses nouveaux locaux.
Constance Spry devient dans les années 1930 l'arbitre des élégances en matière florale et compte dans sa clientèle les plus grands noms de la haute société britannique.
En 1936, Constance Spry connaît la gloire lorsque Flower Decoration est choisie pour les arrangements floraux du mariage du duc de Gloucester (fils de George V) et de Lady Alice  Montagu-Douglas-Scott et pour le mariage très intime du duc de Windsor qui avait dû abdiquer pour épouser la divorcée américaine Wallis Simpson en juin 1937. Lorsque la Seconde Guerre mondiale éclate en 1939, Constance Spry reprend sa carrière d'enseignante et donne des leçons aux femmes aux quatre coins de la Grande-Bretagne. En 1942, elle publie Come into The Garden, Cook (Entre au jardin, cuisinier), dans l'espoir de participer à l'effort de guerre en encourageant les Britanniques à cultiver leur jardin pour se nourrir (les fameux jardins de la victoire).
En 1946, elle ouvre une école d'arts ménagers avec son amie, cuisinière accomplie, Rosemary Hume, à Cranbourne dans le Berkshire à Winkfield Place. Constance Spry demeure à Orchard Lea,  de l'autre côté de la route, puis dans les communs de Winkfield Place. En 1953, Constance Spry est choisie pour fournir et arranger les fleurs de l'abbaye de Westminster et celles le long de l'itinéraire de la procession du palais de Buckingham à l'abbaye pour le couronnement d'Élisabeth II, le 2 juin 1953. Les étudiantes de Winkfield sont chargées de fournir le déjeuner de certaines délégations étrangères pour lesquelles Constance Spry et Rosemary Hume inventent un nouveau plat, le coronation chicken (poulet du couronnement). Constance Spry est nommée à l'ordre de l'Empire britannique le 1er juin 1953.
À Winkfield Place, Constance Spry se voue pendant de longues années à cultiver des variétés de roses anciennes qu'elle remet à la mode; juste après sa mort, David Austin lui a consacré en 1961 une rose, 'Constance Spry', qui fait date en étant l'ancêtre de la série des « roses anglaises ». En 1956, elle publie avec Rosemary Hume un best-seller Constance Spry Cookery Book, livre de cuisine qui se trouve dans toutes les maisons britanniques. Le 3 janvier 1960, elle tombe dans l'escalier de Winkfield Place et expire une heure plus tard. Ses derniers mots auraient été : « Someone else can arrange this » (quelqu'un d'autre peut arranger cela}.

## Hommages
Les livres de Constance Spry ont été réédités à maintes reprises après sa mort et après la fin de son affaire. Une exposition intitulée Constance Spry: A millionaire for a few pence au Design Museum de Londres se tient en 2004 ; malheureusement, cette exposition suscite des critiques et la démission du conservateur James Dyson.
L'influence de Constance Spry dans le domaine des fleurs est demeurée importante. Le fleuriste de luxe Nikki Pierce la cite toujours comme source d'inspiration. En 2012, l'association English Heritage installe une plaque bleue au 64 South Audley Street où se trouvait sa boutique.

## Œuvres

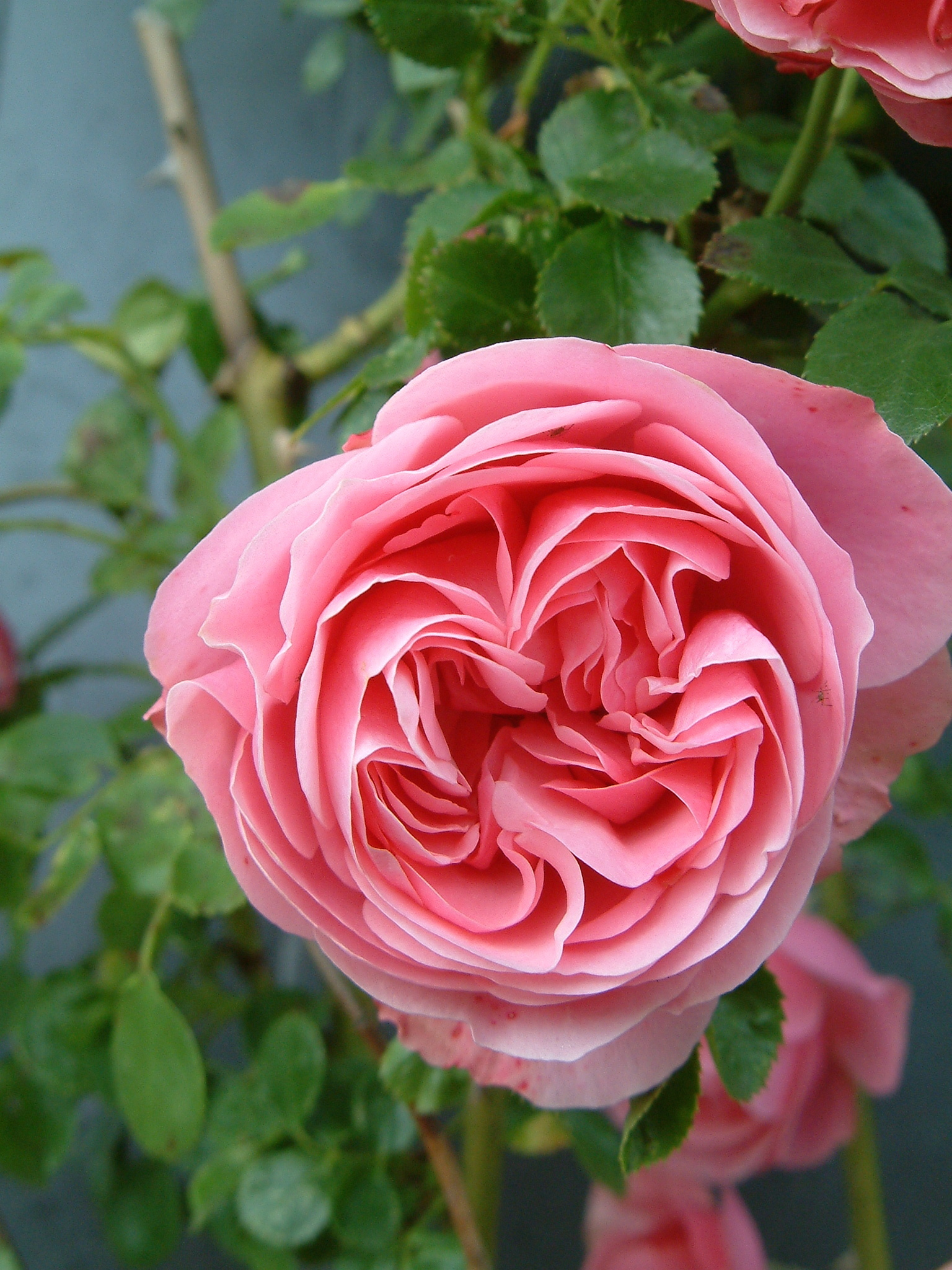
Rose 'Constance Spry' (David Austin, 1961)

- Constance Spry, Flower Decoration, Dent, 1934
- Constance Spry, Flowers in House and Garden, Dent, 1937
- Constance Spry, Garden Notebook, Dent, 1940
- Constance Spry: Come into the Garden, Cook, Dent 1942
- Constance Spry, Summer and Autumn, Dent, 1951
- Constance Spry, Winter and Spring Flowers, Dent, 1951
- Constance Spry, How to do the Flowers, Dent, 1952, 1953
- Constance Spry, A Constance Spry Anthology, Dent, 1953
- Constance Spry, Party Flowers, Dent, 1955
- Constance Spry et Rosemary Hume, The Constance Spry Cookery Book, Dent, 1956
- Constance Spry, Simple Flowers 'A millionaire for a few pence', Dent, 1957
- Constance Spry, Favourite Flowers, Dent, 1959
- Constance Spry et Rosemary Hume, Hostess, Dent, 1961

### Source de la traduction
- (en) Cet article est partiellement ou en totalité issu de l’article de Wikipédia en anglais intitulé « Constance Spry » (voir la liste des auteurs).